# مونیکا کسنگری
مونیکا کسنگری (رومانیایی: Monica Csengeri؛ زادهٔ ۲۱ مارس ۱۹۹۶) وزنه‌بردار زن اهل رومانی است.
وی در مسابقات کشوری و بین‌المللی در مجموع برندهٔ ۱ مدال نقره شده‌است.